# Diocesi di Kericho
La diocesi di Kericho (in latino Dioecesis Kerichoënsis) è una sede della Chiesa cattolica in Kenya suffraganea dell'arcidiocesi di Nairobi. Nel 2021 contava 281.330 battezzati su 1.823.680 abitanti. È retta dal vescovo Alfred Kipkoech Arap Rotich.

## Territorio
La diocesi comprende le contee di Kericho e di Bomet in Kenya.
Sede vescovile è la città di Kericho, dove si trova la cattedrale del Sacro Cuore di Gesù.
Il territorio è suddiviso in 48 parrocchie.

## Storia
La diocesi è stata eretta il 6 dicembre 1995 con la bolla Cum ad aeternam di papa Giovanni Paolo II, ricavandone il territorio dalla diocesi di Nakuru.

## Cronotassi dei vescovi
Si omettono i periodi di sede vacante non superiori ai 2 anni o non storicamente accertati.
- Philip Arnold Subira Anyolo (6 dicembre 1995 - 22 marzo 2003 nominato vescovo di Homa Bay)
- Emmanuel Okombo Wandera (22 marzo 2003 - 14 dicembre 2019 ritirato)
- Alfred Kipkoech Arap Rotich, dal 14 dicembre 2019

## Statistiche
La diocesi nel 2021 su una popolazione di 1.823.680 persone contava 281.330 battezzati, corrispondenti al 15,4% del totale.
| anno | popolazione | popolazione | popolazione | presbiteri | presbiteri | presbiteri | presbiteri                | diaconi | religiosi | religiosi | parrocchie |
| anno | battezzati  | totale      | %           | numero     | secolari   | regolari   | battezzati per presbitero | diaconi | uomini    | donne     | parrocchie |
| ---- | ----------- | ----------- | ----------- | ---------- | ---------- | ---------- | ------------------------- | ------- | --------- | --------- | ---------- |
| 1999 | 198.479     | 1.567.694   | 12,7        | 56         | 10         | 46         | 3.544                     |         | 36        | 56        | 16         |
| 2000 | 195.374     | 1.423.948   | 13,7        | 23         | 7          | 16         | 8.494                     |         | 34        | 53        | 17         |
| 2001 | 198.653     | 1.480.906   | 13,4        | 30         | 11         | 19         | 6.621                     |         | 21        | 38        | 17         |
| 2002 | 220.623     | 1.524.906   | 14,5        | 35         | 15         | 20         | 6.303                     |         | 41        | 70        | 17         |
| 2003 | 268.460     | 1.678.996   | 16,0        | 35         | 15         | 20         | 7.670                     |         | 48        | 76        | 18         |
| 2004 | 223.856     | 1.554.850   | 14,4        | 39         | 18         | 21         | 5.739                     |         | 40        | 63        | 17         |
| 2006 | 225.360     | 1.621.000   | 13,9        | 43         | 21         | 22         | 5.240                     |         | 35        | 52        | 17         |
| 2013 | 254.000     | 1.810.000   | 14,0        | 43         | 29         | 14         | 5.906                     |         | 23        | 65        | 25         |
| 2016 | 241.690     | 1.606.200   | 15,0        | 45         | 30         | 15         | 5.370                     |         | 29        | 65        | 34         |
| 2019 | 253.810     | 1.644.951   | 15,4        | 65         | 30         | 35         | 3.904                     |         | 66        | 64        | 44         |
| 2021 | 281.330     | 1.823.680   | 15,4        | 84         | 31         | 53         | 3.349                     | 4       | 73        | 66        | 48         |